# Тчев (гміна)
Гміна Тчев (пол. Gmina Tczew) — сільська гміна у північній Польщі. Належить до Тчевського повіту Поморського воєводства.
Станом на 31 грудня 2011 у гміні проживало 13003 особи.

## Територія
Згідно з даними за 2007 рік площа гміни становила 170.61 км², у тому числі:
- орні землі: 80.00%
- ліси: 14.00%

Таким чином, площа гміни становить 24.46% площі повіту.

## Населення
Станом на 31 грудня 2011:
| Опис     | Загалом | Загалом | Чоловіки | Чоловіки | Жінки | Жінки |
| -------- | ------- | ------- | -------- | -------- | ----- | ----- |
| одиниця  | осіб    | %       | осіб     | %        | осіб  | %     |
| все      | 13003   | 100     | 6590     | 50.68    | 6413  | 49.32 |
| міське   | 0       | 100     | 0        |          | 0     |       |
| сільське | 13003   | 100     | 6590     | 50.68    | 6413  | 49.32 |

## Сусідні гміни
Гміна Тчев межує з такими гмінами: Ліхнови, Мілорадз, Пщулкі, Скаршеви, Староґард-Ґданський, Субкови, Сухий Домб, Тромбкі-Вельке, Тчев.